# Опсада Слуња
Опсада Слуња је био оружани сукоб на подручју општине Слуњ у 1991. години. На једној страни је био Збор народне гарде, а на другој страни били су Југословенска народна армија и Територијална одбрана Српске Крајине. То је била и највећа хрватска енклава која је била одвојена од остатка хрватске. Из те енклаве протјерано је преко 16.000 хрвата.

## Позадина
Почетком 1991. године, Хрватска није имала редовну војску. У настојању да ојача своју одбрану, удвостручила је број полицајаца на око 20.000. Најефикаснији део снага била је специјална полиција од 3.000 људи распоређена у 12 батаљона који су усвојили принципе војне организације. Поред тога, постојало је 9.000–10.000 регионално организованих резервних полицајаца; они су били распоређени у 16 батаљона и 10 независних чета, али јединицама је недостајало оружје. У мају, као одговор на погоршање ситуације, хрватска влада је основала Хрватску народну гарду (Збор народне гарде – ЗНГ) спајањем батаљона специјалне полиције у четири гардијске бригаде. Гардијске бригаде су у почетку бројале око 8.000 војника и биле су потчињене Министарству одбране на челу са пензионисаним генералом ЈНА Мартином Шпегељем. Регионална полиција, која је до тада проширена на 40.000 људи, такође је припојена ЗНГ и реорганизована у 19 бригада и 14 независних батаљона. Гардијске бригаде су биле једине јединице ЗНГ које су биле потпуно опремљене лаким оружјем, док је у ЗНГ недостајало теже наоружање и ефикасна структура командовања и контроле. У то време, хрватске залихе оружја састојале су се од 30.000 комада лаког оружја купљеног у иностранству, поред 15.000 које је раније било у власништву полиције. Нова специјална полиција од 10.000 људи је основана да замени особље пребачено у гардијске бригаде ЗНГ.
Хрватски поглед на улогу ЈНА у српској побуни постепено се мењао између јануара и септембра 1991. године. Првобитни план хрватског председника Фрање Туђмана био је да добије подршку за Хрватску од Европске заједнице (ЕЗ) и Сједињених Држава, а он је одбацио савет да се заузму касарне и складишта ЈНА у земљи. Туђманов став је био мотивисан његовим уверењем да Хрватска не може да добије рат против ЈНА. ЗНГ је била ограничена на одбрамбену улогу иако су деловања ЈНА изгледала координисана са снагама хрватских Срба.  Овај утисак је појачан тампон зонама које је ЈНА успоставила након оружаних сукоба између хрватских српских герилаца и ЗНГ - ЈНА је интервенисала након што је ЗНГ изгубила територију, остављајући хрватским Србима контролу над територијом. Штавише, ЈНА је обезбедила део оружја хрватским Србима, иако је већина оружја обезбеђена из залиха српске ТО и Министарства унутрашњих послова. Након почетка интервенције ЈНА у Словенији крајем јуна, регрути су почели да дезертирају из ЈНА и врло мало њих је регрутовано да их замени, осим у Србији.

## Ток битке
Хрватски џеп око града Слуња, на граници Лике и Кордуна, спречавао је хрватске Србе да повежу регионе које су држали на северу и југу. То је био кључни циљ за њихове снаге, којима се сада отворено придружила ЈНА . Почетком октобра снаге ЈНА / ТО почеле су да освајају енклаву, заузимајући нека удаљена села око 25 километара југоисточно од Слуња, близу босанске границе. Концентрисани напори за заузимање града почели су почетком новембра. Настављајући углавном из подручја Плитвичких језера на југ, трупе ЈНА и ТО постепено су се пробијале ка Слуњу, који је пао 16-18. новембра. Преживели хрватски браниоци повукли су се ка босанској граници, близу малог града Цетинграда, око седам километара југозападно од Велике Кладуше, где су их савезне снаге прегазиле 27. новембра. Али многи хрватски борци ЗНГ и МУП-а изабрали су интернацију у Босни уместо предаје ЈНА или локалним Србима.
Операција ЈНА/ТО за заузимање Слуња била је типичан пример природе и обима свирепих, акција малог обима које су карактерисале рат у регионима Баније, Кордуна и Лике . До краја октобра, ЈНА је започела припреме за велики напад ради затварања џепа. Да би контролисала операцију, ЈНА је, изгледа, формирала два штаба тактичких група и почела да премешта појачања у то подручје. Пуковник Чедомир Булат требало је да командује Тактичком групом 2 дуж примарног правца напада. Појачања су обухватала већи део оклопног батаљона из 329. оклопне бригаде, елементе новопридошле партизанске бригаде и батаљон хаубица Д-30. У међувремену, 236. моторизована бригада, чији је главни део био распоређен у близини Госпића, преместила је елементе - вероватно појачани моторизовани батаљон - на положаје. Ове снаге, заједно са око једним батаљоном ТО из Коренице и једним из Плашког, вероватно су биле формиране у две до четири појачане батаљонске борбене групе и требало је да нападну џеп са положаја око 20 километара директно јужно од Слуња, близу Плитвичких језера . Из напада су изузете снаге ЈНА на полигону Слуњ, 10 до 15 километара западно/југозападно од града, којима је, изгледа, додељена одбрамбена улога обуздавања снага ЗНГ / МУП-а. Тактичка група је вероватно бројала укупно 3.000 до 3.500 војника, са око 20 тенкова, 10 оклопних транспортера и 18 артиљеријских оруђа.
Мало се зна о структури и броју хрватских снага у џепу, али вероватно их није било више од 2.000 лоше опремљених локалних или добровољачких војника ЗНГ и специјалне или редовне полиције, уз можда и неколико сеоских стражара који су носили ловачке пушке.
Споро продирање ЈНА ка Слуњу почело је почетком новембра, када се Булатова тактичка група приближила граду, систематски уништавајући хрватска села на свом путу. Напредовање ЈНА / ТО изгледа да је карактерисало узастопне нападе ојачаних борбених група, од којих се свака кретала дуж главног пута и вероватно предвођена четом оклопних и/или самоходних возила противваздушне одбране; пешадија са бочних страна је вероватно била распоређена да очисти подручја поред пута. При приближавању хрватском селу, тенковска и артиљеријска ватра би потиснула све браниоце и уплашила становнике; ЈНА и ТО су затим спалиле село. Ловци-бомбардери РВ и ПВО су допуњавали ове нападе.
Међутим, методе ЈНА ограничене путевима и ограничена пешадија учиниле су Булатове снаге рањивим на хрватске нападе „удари и бежи“ са густо пошумљених брда и планина региона, а напади попут ових изгледа да су успорили напредовање. Главни напад, из подручја Плитвичких језера према Слуњу, једва је стигао до предграђа Раковице до 12. новембра – напредовање од само два или три километра. Секундарни напад према Саборском се такође споро кретао. Међутим, током следеће недеље напредовање је добило замах и коначно прешло преко Слуња и околних села између 16. и 18. новембра.9 Током наредних десет дана трупе ЈНА и ТО су полако гониле хрватске снаге које су се повлачиле ка последњем хрватском упоришту у Цетинграду, на босанској граници. Цетинград је пао 27. новембра.

## Последице
Пад Слуња представљао је значајан губитак за ХВ јер је створио везу између онога што је требало да буде северна половина РСК са центром око Петриње - Карловца и јужног дела у близини Книна. Ово је био стратешки успех који је омогућио даље операције у региону.
Током српске окупације Слуња и околних подручја убијено је 300 хрватских војника, а до 1995. године убијено је 297 хрватских цивила у неколико ратних злочина, већина жртава били су старији људи, жене и деца.
Хрвати су 4. августа 1995. године покренули операцију „Олуја“ како би поразили и заузели преостали део Републике Српске Крајине, искључујући Источну Славонију . Преко 250.000 српских цивила је отишло у егзил током ове операције, а 6. августа 1995. године хрватска војска је заузела Слуњ.